# Doryporella smirnovi
Doryporella smirnovi is een mosdiertjessoort uit de familie van de Doryporellidae. De wetenschappelijke naam van de soort is voor het eerst geldig gepubliceerd in 2004 door Grischenko, Taylor & Mawatari.